# التمرد العراقي (2003–2011)
بدأت التمرد العراقي بعد فترة وجيزة من الغزو الأمريكي عام 2003 الذي أطاح بصدام حسين. ويُعتقد أنه استمرت حتى نهاية حرب العراق وانسحاب الولايات المتحدة في عام 2011. وتبعه تمرد اخر.
وقد اندلعت أعمال العنف الأولية (مرحلة 2003-2006) بسبب سقوط الحكومة العراقية، وسبق ذلك إنشاء الحكومة العراقية الجديدة من قبل القوات متعددة الجنسيات في العراق، التي كانت تقودها الولايات المتحدة. ومن حوالي عام 2004 إلى مايو 2007، ركز المتمردون العراقيون هجماتهم إلى حد كبير على القوات المتعددة الجنسيات في العراق، لكنهم تحولوا لاحقًا إلى استهداف قوات الأمن العراقية بعد الغزو أيضًا.
كانت الجماعات المتمردة تتألف من مزيج متنوع من الميليشيات الخاصة، والبعثيين المؤيدين لصدام، والعراقيين المحليين المعارضين للقوات المتعددة الجنسيات في العراق و/أو الحكومة العراقية ما بعد صدام، وعدد من الجهاديين الأجانب. خاضت الجماعات المتمردة المختلفة حرب استنزاف غير متكافئة ضد القوات المتعددة الجنسيات في العراق والحكومة العراقية، بينما كانت تقاتل فيما بينها أيضًا.
تشكل التمرد نتيجة للتوتر الطائفي في العراق، وخاصة بين المسلمين الشيعة (حوالي 60% من السكان) والمسلمين السنة (حوالي 35% من السكان). وبحلول فبراير/شباط 2006، تصاعد العنف إلى حرب أهلية بين الشيعة والسنة، وعلى مدى العامين التاليين، انخرطت القوات متعددة الجنسيات في العراق والحكومة العراقية في قتال عنيف مع مختلف المسلحين، الذين كانوا يستهدفون بعضهم البعض أيضًا على أساس انتماءاتهم الطائفية. واستمرت النزعة المسلحة وسط جهود إعادة إعمار العراق بعد الغزو، حيث حاولت الحكومة العراقية ترسيخ نفسها في البلاد. وانتهت الحرب الأهلية والعنف الطائفي في منتصف عام 2008، بعد أن تم قمعها من خلال زيادة القوات الأمريكية في عام 2007.
ولكن بعد الانسحاب الأميركي من العراق في ديسمبر/كانون الأول 2011، اجتاح العراق تمرد طائفي متجدد مناهض للحكومة، مما أسفر عن سقوط آلاف الضحايا. وبعد عامين، تصاعدت أعمال العنف التي أشعلتها التمردات الجديدة إلى حرب العراق الثانية، والتي أشعلها إلى حد كبير صعود تنظيم الدولة الإسلامية (داعش).

## خلفية
بدأ غزو العراق عام 2003 (20 مارس - 1 مايو 2003) حرب العراق، أو عملية تحرير العراق، حيث غزت قوة مشتركة من قوات الولايات المتحدة والمملكة المتحدة وأستراليا وبولندا، العراق وأطاحت بنظام صدام حسين في غضون 26 يومًا من العمليات القتالية الكبرى. تألفت مرحلة الغزو من حرب تقليدية انتهت باستيلاء القوات الأمريكية على العاصمة العراقية بغداد.
شاركت أربع دول بقواتها خلال مرحلة الغزو الأولية، التي استمرت من 20 مارس إلى 15 أبريل 2003. وكانت هذه الدول هي الولايات المتحدة (148,000)، والمملكة المتحدة (45,000)، وأستراليا (2000)، وبولندا (194). وشاركت ستة وثلاثون دولة أخرى في أعقابها. استعدادًا للغزو، تم تجميع 100,000 جندي أمريكي في الكويت بحلول 18 فبراير. [ 12 ] قدمت الولايات المتحدة غالبية القوات الغازية، لكنها تلقت أيضًا دعمًا من القوات غير النظامية الكردية في كردستان العراق.
وقد سبق الغزو ضربة جوية على القصر الرئاسي في بغداد في 20 مارس/آذار 2003. وفي اليوم التالي شنت قوات التحالف غارة على محافظة البصرة من نقطة تجمعها القريبة من الحدود العراقية الكويتية. وفي حين شنت القوات الخاصة هجوماً برمائياً من الخليج العربي لتأمين البصرة وحقول النفط المحيطة بها، تحرك جيش الغزو الرئيسي إلى جنوب العراق، واحتل المنطقة وخاض معركة الناصرية في 23 مارس/آذار. وأدت الضربات الجوية المكثفة في مختلف أنحاء البلاد وضد القيادة والسيطرة العراقية إلى إرباك الجيش المدافع ومنع المقاومة الفعالة. وفي 26 مارس/آذار، تم إنزال اللواء 173 المحمول جواً بالقرب من مدينة كركوك الشمالية حيث انضم إلى قوات المتمردين الأكراد وخاض عدة عمليات ضد الجيش العراقي لتأمين الجزء الشمالي من البلاد.
وواصلت الهيئة الرئيسية لقوات التحالف تقدمها في قلب العراق ولم تواجه مقاومة تذكر. وسرعان ما هُزمت أغلب القوات العراقية وتم احتلال بغداد في التاسع من أبريل/نيسان. ووقعت عمليات أخرى ضد جيوب من الجيش العراقي بما في ذلك الاستيلاء على كركوك واحتلالها في العاشر من أبريل/نيسان، والهجوم على تكريت والاستيلاء عليها في الخامس عشر من أبريل/نيسان. واختبأ الرئيس العراقي صدام حسين والقيادة المركزية بينما أكملت قوات التحالف احتلال البلاد.
في الأول من مايو/أيار، تم الإعلان عن انتهاء العمليات القتالية الكبرى، مما أنهى مرحلة الغزو في حرب العراق وبداية فترة الاحتلال العسكري والتمرد العراقي ضد قوات التحالف.
في 23 مايو/أيار 2003، تم حل القوات العسكرية العراقية والشرطة وأجهزة الأمن بموجب الأمر رقم 2 من سلطة الائتلاف المؤقتة تحت إدارة بول بريمر، مما أدى إلى ترك 400 ألف جندي عاطلين عن العمل، وهو ما قال عنه المنتقدون الغربيون والعراقيون للإجراء الأمريكي أنه وفر مجموعة جاهزة من المجندين للجماعات الإسلامية وغيرها من المتمردين الذين ظهروا. وعلاوة على ذلك، تُركت حدود العراق مفتوحة لمدة 10 أشهر لأي شخص يدخل بدون تأشيرة أو جواز سفر.

## تاريخ

### 2003–2006: التمرد الأولي
اندلعت حركة التمرد العراقية في الفترة 2003-2006 في أعقاب غزو العراق وإسقاط حكم صدام حسين في مايو/أيار 2003. واستمرت المعارضة المسلحة للقوات متعددة الجنسيات التي تقودها الولايات المتحدة في العراق والحكومة العراقية التي تشكلت بعد عام 2003 حتى أوائل عام 2006، عندما تدهورت إلى حرب أهلية طائفية، وهي المرحلة الأكثر عنفاً في حرب العراق.

### 2006-2008: التمرد إلى الحرب الأهلية
في أعقاب الغزو الذي شنته الولايات المتحدة للعراق في عام 2003، تدهور الوضع، وبحلول عام 2007، وصفت تقديرات الاستخبارات الوطنية العنف الطائفي بين الفصائل السنية والشيعية العراقية بأنه يشتمل على عناصر من الحرب الأهلية. وفي خطاب موجه إلى الشعب الأمريكي في 10 يناير/كانون الثاني 2007، صرح الرئيس جورج دبليو بوش أن "80٪ من العنف الطائفي في العراق يحدث في غضون 30 ميلاً (48 كم) من العاصمة. هذا العنف يقسم بغداد إلى جيوب طائفية، ويهز ثقة جميع العراقيين". وجد استطلاعان للرأي أجريا بين الأمريكيين في عام 2006 أن ما بين 65٪ و 85٪ يعتقدون أن العراق في حرب أهلية، ومع ذلك، وجد استطلاع مماثل للرأي بين العراقيين أجري في عام 2007 أن 61٪ لا يعتقدون أنهم في حرب أهلية.
في أكتوبر/تشرين الأول 2006، قدر مكتب المفوضية السامية للأمم المتحدة لشؤون اللاجئين والحكومة العراقية أن أكثر من 370.000 عراقي قد نزحوا منذ تفجير ضريح العسكريين عام 2006، مما رفع العدد الإجمالي للاجئين العراقيين إلى أكثر من 1.6 مليون. وبحلول عام 2008، رفعت مفوضية الأمم المتحدة لشؤون اللاجئين تقديرات اللاجئين إلى إجمالي حوالي 4.7 مليون (~16٪ من السكان). وبلغ عدد اللاجئين المقدر في الخارج 2 مليون (وهو رقم قريب من توقعات وكالة المخابرات المركزية ) وبلغ عدد النازحين داخليًا 2.7 مليون. تراوح العدد المقدر للأيتام في جميع أنحاء العراق من 400.000 (وفقًا لمجلس محافظة بغداد) إلى خمسة ملايين (وفقًا لهيئة مكافحة الفساد العراقية). وقد وضع تقرير للأمم المتحدة من عام 2008 عدد الأيتام بحوالي 870.000. كما ذكر الصليب الأحمر أن الوضع الإنساني في العراق يظل من بين الأكثر خطورة في العالم، حيث يضطر ملايين العراقيين إلى الاعتماد على مصادر مياه غير كافية ورديئة الجودة.
وفقًا لمؤشر الدول الفاشلة الذي أعدته مجلة فورين بوليسي وصندوق السلام، كان العراق واحدًا من أكثر 5 دول غير مستقرة في العالم من عام 2005 إلى عام 2008. أظهر استطلاع للرأي أجري بين كبار خبراء السياسة الخارجية الأمريكية في عام 2007 أنه على مدى السنوات العشر القادمة، يعتقد 3% فقط من الخبراء أن الولايات المتحدة ستكون قادرة على إعادة بناء العراق وتحويله إلى "منارة للديمقراطية" ويعتقد 58% من الخبراء أن التوترات السنية الشيعية ستزداد بشكل كبير في الشرق الأوسط.
في يونيو/حزيران 2008، أفادت وزارة الدفاع الأميركية بأن "الاتجاهات الأمنية والسياسية والاقتصادية في العراق لا تزال إيجابية، ومع ذلك، فإنها تظل هشة وقابلة للعكس وغير متوازنة". وفي يوليو/تموز 2008، أوصى مكتب محاسبة الحكومة التابعة للكونجرس الأميركي بأن تقوم الحكومة الأميركية "بتطوير استراتيجية محدثة للعراق تحدد الأهداف والغايات الأميركية بعد يوليو/تموز 2008 وتتناول الهدف الطويل الأجل المتمثل في تحقيق عراق قادر على الحكم والدفاع عن نفسه واستدامة نفسه". وفي مايو/أيار 2008، كتب ستيفن سيمون، وهو زميل بارز في دراسات الشرق الأوسط في مجلس العلاقات الخارجية، أن "المكاسب القصيرة الأجل الأخيرة" "جاءت على حساب الهدف الطويل الأجل المتمثل في عراق مستقر وموحد".
وبعد أن تولت قوات الأمن العراقية زمام المبادرة في العمليات الأمنية في الثلاثين من يونيو/حزيران 2009، شهد العراق "انخفاضاً هائلاً في أعمال العنف المرتبطة بالحرب من كافة الأنواع، حيث انخفضت أعداد القتلى من المدنيين والعسكريين بنسبة 80 إلى 90 في المائة مقارنة بنفس الفترة في عام 2008".

### 2008-2011: تمرد منخفض المستوى
وفي عام 2010، الذي بلغ أدنى مستوى لهحمات القاعدة في العراق، انخفض معدل تفجيرات السيارات المفخخة إلى عشرة تفجيرات في المتوسط شهرياً، ولم تحدث الهجمات في مواقع متعددة إلا مرتين أو ثلاث مرات في السنة.

## العواقب

### 2011-2013: الانسحاب الأمريكي وتجدد التمرد
كانت الهجمات بعد الانسحاب الأميركي ترتبط بالمرحلة الأخيرة من أنشطة الإرهاب العنيفة التي شنتها الجماعات المتمردة السنية والشيعية المتطرفة في العراق ضد الحكومة والحرب الطائفية بين الفصائل المختلفة داخل العراق في أعقاب الانسحاب الأميركي. وقد جاءت أحداث العنف التي أعقبت الانسحاب الأميركي في أعقاب التمرد السابق في العراق (قبل 18 ديسمبر/كانون الأول 2011)، ولكنها أظهرت أنماطاً عنيفة على نحو متزايد، مما أثار المخاوف من أن العنف المتزايد قد ينزلق إلى حرب أهلية أخرى.

## المجموعات المسلحة
تتألف حركة التمرد العراقية من ما لا يقل عن اثنتي عشرة مجموعة رئيسية وربما ما يصل إلى أربعين مجموعة بارزة. وتنقسم هذه المجموعات إلى عدد لا يحصى من الخلايا الأصغر. ويقدر مركز الدراسات الاستراتيجية والدولية الذي يتخذ من واشنطن مقراً له أن أقل من 10% من المتمردين هم من المقاتلين الأجانب غير العراقيين. ووفقاً لرئيس هيئة الأركان العامة البريطانية، الجنرال ريتشارد دانات، الذي تحدث في سبتمبر/أيلول 2007، "إن المتشددين (وأنا أستخدم هذه الكلمة عمداً لأن ليس كلهم متمردين أو إرهابيين أو مجرمين، بل إنهم مزيج من كل هذا) مسلحون جيداً، ربما بمساعدة خارجية، وربما من إيران. ومن حيث الدافع، وباستثناء عناصر القاعدة في العراق الذين سعوا إلى استغلال الموقف لتحقيق غاياتهم الخاصة، فإن خصومنا هم من القوميين العراقيين، وهم أكثر اهتماماً باحتياجاتهم، الوظائف، والمال، والأمن وأغلبهم ليسوا أشراراً".
وبسبب طبيعتها السرية، من الصعب تحديد التركيبة الدقيقة للتمرد العراقي، ولكن المجموعات الرئيسية هي:
- البعثيون، أنصار نظام صدام حسين السابق بما في ذلك ضباط الجيش أو المخابرات، الذين تعتبر أيديولوجيتهم شكلاً من أشكال القومية العربية.
- القوميون العراقيون، العراقيون الذين يؤمنون بنسخة قوية من تقرير المصير العراقي. قد لا تتبنى هذه السياسات بالضرورة أيديولوجية قومية عربية، بل تدافع عن سلامة أراضي البلاد بما في ذلك الكويت والأهواز. تشمل الشخصيات التاريخية لهذه الحركة الزعيم العراقي قبل البعث عبد الكريم قاسم وحكومته.
- الإسلاميون السلفيون العراقيون، أتباع الحركة السلفية المسلحون الأصليون، فضلاً عن أي بقايا من جماعة أنصار الإسلام الكردية، أفراد يتبنون سياسة سلفية فقط ويعارضون غير السلفيين رغم عدم انتمائهم إلى مجموعة عرقية محددة. ورغم معارضة هذه المجموعات للغزو الذي قادته الولايات المتحدة، فإنها لا تتعاطف بشكل كامل مع حزب البعث السابق لأن أعضائه كانوا من غير السلفيين.
- الميليشيات الشيعية، بما في ذلك منظمة بدر المرتبطة بإيران في الجنوب، وجيش المهدي، وأتباع مقتدى الصدر في وسط العراق. لا تدافع هذه المجموعات عن هيمنة مجموعة عرقية واحدة، ولا عن الإيديولوجيات التقليدية التي تقوم عليها الدولة العراقية (على سبيل المثال، لا تدعم هذه المجموعات الشيعية الاستيلاء على الأهواز أو غيرها من المناطق الحدودية مع إيران، بل إنها تعزز العلاقات الودية مع الحكومة الشيعية في إيران).
- المتطوعون الإسلاميون الأجانب، بما في ذلك أولئك المرتبطون في كثير من الأحيان بتنظيم القاعدة والذين يحركهم إلى حد كبير العقيدة السلفية/الوهابية (غالباً ما يتم تصنيف الفئتين السابقتين ضمن "الجهاديين").
- ربما بعض الثوار الاشتراكيين (مثل المقاومة الثورية المسلحة العراقية، التي أعلنت مسؤوليتها عن هجوم واحد في عام 2007).
- مجموعات المقاومة اللاعنفية والأحزاب السياسية (التي ليست جزءًا من التمرد المسلح).

## التكتيكات
إن تكتيكات التمرد العراقي تتنوع على نطاق واسع. إذ تستخدم أغلب العناصر المسلحة العبوات الناسفة البدائية، والسيارات المفخخة، وعمليات الخطف، واحتجاز الرهائن، وإطلاق النار، والكمائن، وهجمات القناصة، وقذائف الهاون والصواريخ، وغير ذلك من أنواع الهجمات لاستهداف العراقيين والقوات الأميركية، مع عدم الاكتراث بالخسائر المدنية.

## عمليات مكافحة التمرد بقيادة الولايات المتحدة
لقد نفذت قوات التحالف بقيادة الولايات المتحدة والحكومة العراقية أكثر من 500 عملية لمكافحة التمرد. وتشمل هذه العمليات عملية الخيار الشمالي وعملية برق الحربة في كركوك، وعملية اقتحام الصحراء، وعملية أبيلين وعملية النمر الأمريكي في جميع أنحاء العراق، وعملية المطرقة الحديدية في بغداد وعملية آيفي بليزارد في سامراء - وكلها في عام 2003، وعملية اكتساح السوق، وعملية العزم اليقظ، وعملية الغضب الشبح في الفلوجة في عام 2004، وعملية ماتادور في محافظة الأنبار، وعملية سكويز بلاي وعملية البرق في بغداد، وعملية السوق الجديد بالقرب من حديثة، وعملية سبير في كربلاء ومعركة تلعفر - وكلها في عام 2005، وعملية سورامر في سامراء وعملية معًا للأمام في بغداد في عام 2006، وعملية القانون والنظام في بغداد، وعملية أروهيد ريبر في بعقوبة وعملية الضربة الشبحية في جميع أنحاء العراق وكلها في عام 2007.